# Copsychus malabaricus
Lo shama groppabianca (Copsychus malabaricus (Scopoli, 1786)) è un uccello passeriforme della famiglia Muscicapidae del Vecchio Mondo. Originario di habitat densamente vegetati nel subcontinente indiano e nel sud-est asiatico, la sua popolarità come uccello canoro da gabbia ha portato alla sua introduzione altrove. Lo shama di Larwo, lo shama di Kangean e lo shama dello Sri Lanka erano in passato considerati conspecifici dello shama groppabianca.

## Distribuzione e habitat
La specie ha un ampio areale che va dall'India settentrionale, alla Cina meridionale, comprendendo lo Sri Lanka, il Nepal, il sud-est asiatico e l'Indonesia.